# Peter Hünermann
Peter Hünermann (Berlino, 8 marzo 1929) è un teologo e presbitero tedesco.

## Biografia
Hünermann intraprende gli studi di filosofia e teologia a Roma nel 1949, dove viene ordinato sacerdote nel 1955 e dove consegue il dottorato in teologia nel 1958. Tornato in Germania, dal 1958 al 1962 lavora come cappellano e insegnante di religione a Mönchengladbach e Aquisgrana. Tra il 1961 e il 1967 completa i suoi studi a Monaco e Friburgo. Nell'autunno del 1962, all'inizio del Concilio Vaticano II, Hünermann lavora presso la facoltà teologica di Friburgo e prepara la sua abilitazione. Tra il 1971 e il 1982 è professore di teologia dogmatica a Münster, poi fino al suo ritiro a Tubinga. Nel 1983 è nominato professore onorario presso l'Università Cattolica Boliviana a Cochabamba, che nel 1997 gli ha conferito la laurea honoris causa.